# Jerzy Żarnecki
Jerzy Żarnecki (George Zarnecki, ur. 12 września 1915 w Starej Osocie koło Czehrynia, zm. 8 września 2008 w Londynie) – polski historyk sztuki, pionier badań nad rzeźbą romańską w Anglii.

## Życiorys
W 1938 roku ukończył studia magisterskie w zakresie historii sztuki na Uniwersytecie Jagiellońskim, pracując równocześnie od 1936 jako asystent w Zakładzie Historii Sztuki Uniwersytetu Jagiellońskiego.
W 1939 wstąpił do Wojska Polskiego we Francji. Wziął udział w kampanii francuskiej 1940. Wyróżnił się w walkach w Alzacji. Został odznaczony Krzyżem Walecznych i francuskim Krzyżem Wojennym.
W czasie walk dostał się do niewoli niemieckiej. Dwukrotnie podejmował nieudane próby ucieczki. W 1942 za trzecim razem udało mu się zbiec z niewoli i przez południową Francję i Pireneje dotrzeć do Hiszpanii. Tam został internowany. W 1943 przez Portugalię dotarł do Wielkiej Brytanii. Pozostając w wojsku, w stopniu kaprala, został przydzielony do Biura Rewindykacji Strat Kulturalnych przy Ministerstwie Prac Kongresowych w Londynie.
Od 1945 roku pracował na Uniwersytecie Londyńskim w Courtauld Institute of Art, gdzie w 1951 obronił pracę doktorską i w latach 1961-1974 pełnił obowiązki zastępcy dyrektora. Pracował również na Uniwersytecie Oksfordzkim. Od 1966 był członkiem Institute for Advanced Study w Princeton, a od 1994 członkiem zagranicznym Polskiej Akademii Nauk.
Został odznaczony Złotym Krzyżem Zasługi.
Ojciec Johna Zarneckiego, od 2016 prezydenta Królewskiego Towarzystwa Astronomicznego.

## Wybrane prace
- Regional Schools of English Sculpture in the Twelfth Century: the Southern School and the Herefordshire School, rozprawa doktorska, Courtauld Institute of Art 1950 (wersja cyfrowa nie zawiera ilustracji)
- English Romanesque Sculpture, 1066-1140, London 1951
- Later English Romanesque Sculpture, 1140-1210, London 1953
- Sztuka romańska, Kraków 2005